# REC (филм)
REC (или стилизовано [•REC]; скраћено од енгл. recod — снимати) је шпански хорор филм из 2007. године, сниман техником пронађеног снимка, са Мануелом Веласко у главној улози. Радња прати новинарку Анхелу Видал, која заједно са својим камерманом одлази у пратњи ватрогасаца до једне зграде у Барселони, чији станари пријављују чудне звукове који долазе из једног од станова. Ситуација ескалира када се зграда претвори у карантин, због појаве новог смртоносног вируса, који је пронађен код кућног љубимца једне породице из зграде.
Филм је остварио велики успех и у погледу зараде и у погледу критика. Критичари сајта Rotten Tomatoes оценили су га са високих 89%, док га је часопис Тајм аут поставио на 60. место своје листе 100 најбољих хорор филмова свих времена. Зарадио је преко 32 милиона долара, што је чак 16 пута више од буџета којим је располагано. Веласко је за улогу Анхеле Видал добила престижну Награду Гоја. Филм се сада препознаје као један од раних успеха и најбољих филмова снимљених техником пронађених снимака.
Изродио је три наставка, од којих се по успеху највише издваја други део, као и амерички римејк који носи назив Карантин. Иако га многи сврставају међу зомби филмове, вирус који се појављује у REC-у је заправо демонска поседнутост, која је услед неуспелог експеримента почела да се преноси преко крви. Због тога, критичари га често називају чудном, али успешном мешавином Пројекта вештице из Блера, Истеривача ђевола и Ноћи живих мртваца.

## Радња
Новинарка Анхела Видал и њен камерман Пабло, одлазе у једну од ватрогасних станица Барселоне, како би снимили прилог о животу ватрогасаца. У току ноћи добијају позив од станара једне зграде који пријављују чудне звукове који долазе из једног од станова. Када стигну на лице места, тамо их већ чекају полицајци и забринути станари. Они отварају врата и у стану затичу веома агресивну старицу, која једног полицајаца уједа за врат, док другог баца са степеница и убија. Зграду моментално окружује војска и претвара је у карантин.
Анхела и Пабло одлучују да сниме све како би имали доказ о томе шта се издешавало. Њих двоје испитују станаре како би дошли до информација о настанку вируса или пронашли начин да неопажено изађу из карантина...

## Улоге
| Глумац               | Улога             |
| -------------------- | ----------------- |
| Мануела Веласко      | Анхела Видал      |
| Пабло Росо           | Пабло             |
| Феран Тераса         | Ману              |
| Давид Верт           | Алекс             |
| Хорхе-Јаман Серано   | Серхио            |
| Висенте Жил          | старији полицајац |
| Карлос Висенте       | Гиљем Маримон     |
| Карлос Ласарте       | Цезар             |
| Марија Ланау         | Мари Кармен       |
| Клаудија Силва       | Џенифер           |
| Марта Карбонељ       | госпођа Изкиердо  |
| Акеми Гото           | Јапанка           |
| Чен Мин              | Кинез             |
| Марија Тереса Ортега | баба              |
| Мануел Брончуд       | деда              |
| Хавијер Ботет        | Тристана Медеирос |